# Xã Richland, Quận Saunders, Nebraska
Xã Richland (tiếng Anh: Richland Township) là một xã thuộc quận Saunders, tiểu bang Nebraska, Hoa Kỳ. Năm 2010, dân số của xã này là 1.320 người.